# Billy Gilmour
Billy Clifford Gilmour (sinh ngày 11 tháng 6 năm 2001) là một cầu thủ bóng đá chuyên nghiệp người Scotland hiện đang thi đấu ở vị trí tiền vệ cho câu lạc bộ Serie A Napoli và đội tuyển bóng đá quốc gia Scotland.
Gilmour trước đây từng chơi cho Rangers, nơi anh phát triển thông qua học viện của câu lạc bộ và được đào tạo với đội hình chính khi mới 15 tuổi. Anh gia nhập Chelsea vào năm 2017 sau khi từ chối hợp đồng chuyên nghiệp với Rangers.
Anh đã chơi cho U-16, U-17 và U-21 của Scotland, trước khi có trận đấu ra mắt đội tuyển quốc gia vào năm 2021. Anh đại diện cho đất nước tham dự UEFA Euro 2020 và UEFA Euro 2024.
Năm 2020, Gilmour đứng ở vị trí thứ 33 trong Bảng xếp hạng "Cầu thủ trẻ xuất sắc nhất năm" (NxGn 2020). Anh được đánh giá cao ở khả năng chuyền bóng và rê bóng.

## Thống kê sự nghiệp

### Câu lạc bộ
Tính đến ngày 7 tháng 3 năm 2024
| Câu lạc bộ             | Mùa giải            | Giải đấu            | Giải đấu | Giải đấu | Cúp FA | Cúp FA | Cúp EFL | Cúp EFL | Châu Âu | Châu Âu | Khác | Khác | Tổng | Tổng |
| Câu lạc bộ             | Mùa giải            | Hạng                | Trận     | Bàn      | Trận   | Bàn    | Trận    | Bàn     | Trận    | Bàn     | Trận | Bàn  | Trận | Bàn  |
| ---------------------- | ------------------- | ------------------- | -------- | -------- | ------ | ------ | ------- | ------- | ------- | ------- | ---- | ---- | ---- | ---- |
| U-23 Chelsea           | 2018–19             | —                   | —        | —        | —      | —      | —       | —       | —       | —       | 5    | 0    | 5    | 0    |
| U-23 Chelsea           | 2019–20             | —                   | —        | —        | —      | —      | —       | —       | —       | —       | 2    | 0    | 2    | 0    |
| U-23 Chelsea           | 2020–21             | —                   | —        | —        | —      | —      | —       | —       | —       | —       | 1    | 0    | 1    | 0    |
| U-23 Chelsea           | Tổng cộng           | Tổng cộng           | 0        | 0        | 0      | 0      | 0       | 0       | 0       | 0       | 8    | 0    | 8    | 0    |
| Chelsea                | 2019–20             | Premier League      | 6        | 0        | 3      | 0      | 2       | 0       | 0       | 0       | 0    | 0    | 11   | 0    |
| Chelsea                | 2020–21             | Premier League      | 5        | 0        | 4      | 0      | 0       | 0       | 2       | 0       | —    | —    | 11   | 0    |
| Chelsea                | Tổng cộng           | Tổng cộng           | 11       | 0        | 7      | 0      | 2       | 0       | 2       | 0       | 0    | 0    | 22   | 0    |
| Norwich City (mượn)    | 2021–22             | Premier League      | 24       | 0        | 2      | 0      | 2       | 0       | —       | —       | —    | —    | 28   | 0    |
| Brighton & Hove Albion | 2022–23             | Premier League      | 14       | 0        | 1      | 0      | 2       | 0       | —       | —       | —    | —    | 17   | 0    |
| Brighton & Hove Albion | 2023–24             | Premier League      | 25       | 0        | 2      | 0      | 1       | 0       | 7       | 0       | —    | —    | 35   | 0    |
| Brighton & Hove Albion | Tổng cộng           | Tổng cộng           | 39       | 0        | 3      | 0      | 3       | 0       | 7       | 0       | 0    | 0    | 52   | 0    |
| Tổng cộng sự nghiệp    | Tổng cộng sự nghiệp | Tổng cộng sự nghiệp | 74       | 0        | 12     | 0      | 7       | 0       | 9       | 0       | 8    | 0    | 110  | 0    |

1. 1 2 3  Số lần ra sân tại EFL Trophy
2. ↑  Số lần ra sân tại UEFA Champions League
3. ↑  Số lần ra sân tại UEFA Europa League

### Quốc tế
Tính đến ngày 26 tháng 3 năm 2024
| Đội tuyển quốc gia | Năm       | Trận | Bàn |
| ------------------ | --------- | ---- | --- |
| Scotland           | 2021      | 10   | 0   |
| Scotland           | 2022      | 6    | 0   |
| Scotland           | 2023      | 7    | 1   |
| Scotland           | 2024      | 2    | 0   |
| Tổng cộng          | Tổng cộng | 25   | 1   |

Bàn thắng và kết quả của Scotland được để trước.
| # | Ngày                 | Địa điểm                                | Đối thủ | Bàn thắng | Kết quả | Giải đấu |
| - | -------------------- | --------------------------------------- | ------- | --------- | ------- | -------- |
| 1 | 17 tháng 10 năm 2023 | Sân vận động Pierre-Mauroy, Lille, Pháp | Pháp    | 1–0       | 1–4     | Giao hữu |

## Danh hiệu

### Câu lạc bộ
Đội trẻ Chelsea
- U-18 Premier League: 2017–18[10]
- FA Youth Cup: 2017–18[10]

Chelsea
- UEFA Champions League: 2020–21

### Cá nhân
- Cầu thủ học viện Chelsea xuất sắc nhất năm: 2019–20[11]